# Peperomia albert-smithii
Peperomia albert-smithii är en pepparväxtart som beskrevs av Trel. & Yunck.. Peperomia albert-smithii ingår i släktet peperomior, och familjen pepparväxter. Inga underarter finns listade i Catalogue of Life.